# معبد بایون

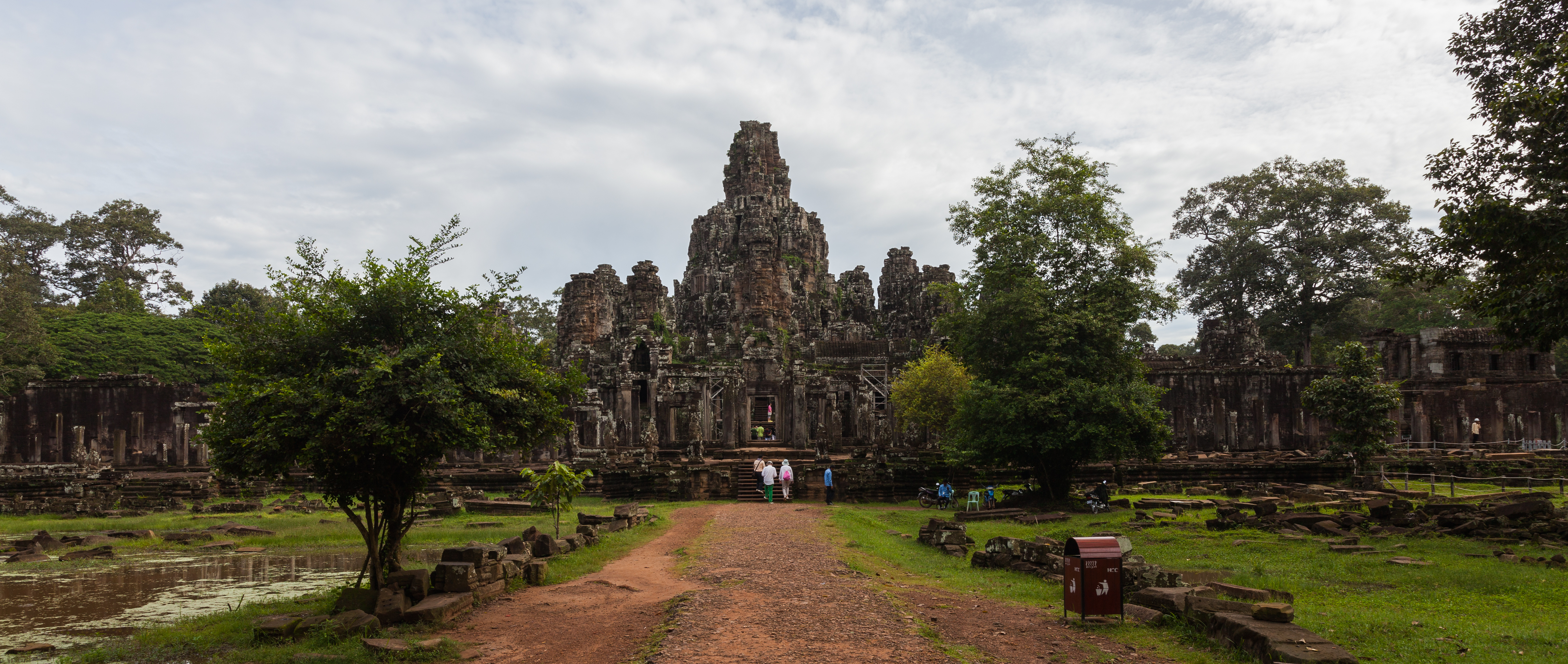
معبد بایون

معبد بایون (به لاتین: Bayon) یک پرستشگاه و منطقه باستانی در کامبوج است که در آنگکور واقع شده‌است.
شهرت معبد بایون به خاطر تزئینات بسیار زیاد آن است.